# 네오 치위콕
네오 치위콕 (1931년 5월 31일 - 1987년 1월 23일)은 싱가포르의 수영 선수였다.
그는 1952년 하계 올림픽에 출전했다.
네오는 싱가포르에서 태어났지만 인도네시아 리아우주 풀라우 삼부에서 자랐다.
1987년 1월 23일에, 네오는 55세의 나이로 암으로 사망했다.

## 참조
1. ↑  “사망 기사 - 네오 치위콕”. 《The Straits Times》. 1987년 1월 24일. 30면.